# Les Allues
Les Allues je obec v údolí Tarentaise v kantonu Bozel v arrondissementu Albertville v departementu Savojsko v regionu Auvergne-Rhône-Alpes v jihovýchodní Francii. Její součástí je lyžařské středisko Méribel, kde se konaly soutěže v alpském lyžování žen a v ledním hokeji na Zimních olympijských hrách 1992 a Zimních paralympijských hrách 1992.